# Steven Rosefielde
Steven R. Rosefielde (Nacido en 1942) es Profesor de Sistemas Económicos Comparados en la Universidad de Carolina del Norte en Chapel Hill.  Es también miembro de la Academia Rusa de Ciencias Naturales.

## Reseñas y citas
La obra de Rosefielde ha sido reseñada en diversas publicaciones., entre ellas por la Scandinavian Economic History Review, Volumen 59, Número 3. Russia since 1980: Wrestling with Westernization fue reseñada en History: Reviews of New Books, Volumen 38, Número 4. Measuring enterprise efficiency in the Soviet Union: A stochastic frontier analysis ha sido citada más de setenta veces. [4]

## Obras escogidas
- Russia since 1980: Wrestling with Westernization, Stefan Hedlund, Cambridge University Press, 2009
- Holocausto rojo, Routledge, 2009
- Economic Welfare and the Economics of Soviet Socialism: Essays in Honor of Abram Bergson, Cambridge University Press, 2008
- La Economía rusa: De Lenin a Putin, Wiley-Blackwell, 2007
- Masters of Illusion: American Leadership In The Media Age, Cambridge University Press, 2006
- Sistemas Económicos Comparados: Cultura, Riqueza y Poder en el siglo XXI, Wiley-Blackwell, 2002, 2005, 2008
- Russia in the 21st Century: The Prodigal Superpower, Cambridge University Press, 2004
- Efficiency and Russia's Economic Recovery Potential to the Year 2000 and Beyond, ed. Ashgate Publishing, 1998
- Documented Homicides and Excess Deaths: New Insights into the Scale of Killing in the USSR during the 1930s Archivado el 13 de noviembre de 2011 en Wayback Machine.. (Archivo PDF) Communist and Post-Communist Studies, Vol. 30, Núm. 3, pp. 321–333. Universidad de California, 1997.
- False Science: Underestimating the Soviet Arms Buildup. An Appraisal of the CIA's Direct Costing Effort, 1960–1985, 1988
- World Communism at the Crossroads: Military Ascendancy, Political Economy, and Human Welfare, 1980
- Soviet International Trade in Heckscher-Ohlin Perspective: An Input-Output Study, 1973